# America’s Funniest Videos Latinoamérica
America's Funniest Videos Latinoamérica (previamente conocido como AFV Latinoamérica)  es la versión latinoamericana de la serie de televisión de videoclip estadounidense America's Funniest Home Videos grabada en México. El programa presenta videos caseros humorísticos que envían los espectadores. Los videos más comunes presentan comedia física no intencional, mascotas o niños y algunas bromas escenificadas. Se estrenó originalmente el 15 de agosto de 2014 en TBS.
La segunda temporada se estrenó el 2 de mayo de 2017 emitiéndose de lunes a viernes a la medianoche.

## Argumento
Consiste en que los espectadores envían videos muy graciosos y humorísticos al programa a través de su sitio web oficial proyectándose comedia de niños, mascotas, y específicos de distintas formas.

## Reparto
- Fernando Arau
- Mauricio Mancera